# Kadagattur, Kolar
Kadagattur là một làng thuộc tehsil Kolar, huyện Kolar, bang Karnataka, Ấn Độ.